# RKVV Volharding
Rooms-Katholieke Voetbalvereniging Volharding, meestal RKVV Volharding of kortweg Volharding genoemd, is een Nederlandse amateurvoetbalclub uit de Noord-Brabantse plaats Vierlingsbeek. De vereniging werd opgericht op 14 juli 1914 en is daarmee de oudste (en momenteel hoogst spelende) voetbalvereniging in het Land van Cuijk.

## Geschiedenis[1]
Vanaf de oprichting in 1914 tot aan het midden van de jaren vijftig was Volharding louter een Vierlingsbeekse aangelegenheid. Nadien werden ook de dorpen Maashees, Groeningen en Vortum-Mullem steeds nadrukkelijker bij Volharding betrokken en groeide de club steeds meer uit tot een regionale club. Niet alleen het aantal leden nam toe, ook sportief kwam de club vanaf dat moment op de kaart te staan.
- De Opmars [jaren '50/'60]

Vanaf het einde van de jaren vijftig begint de club aan een opmars die haar tot een van de toonaangevende verenigingen in het Land van Cuijk maakt. Vanaf 1959 stoomt Volharding in één keer door naar de tweede klasse, destijds het op een na hoogste amateurniveau in Nederland. Dit door 1959 kampioen te worden in de vierde klasse (zonder promotie), in 1962 kampioen te worden van de vierde klasse (met promotie) en in 1963 kampioen te worden van de derde klasse (met promotie). In het seizoen 1963-1964 eindigt Volharding als derde in haar eerste seizoen in de tweede klasse en het seizoen daarop staan de Vierlingsbekenaren zelfs op de drempel van de eerste klasse. In Tegelen werd op bezoek bij Tiglieja (nu TSC '04) voor het oog van 5.000 toeschouwers de laatste competitiewedstrijd met 5-4 verloren. Hiermee werd de opmars van de vierde naar de eerste klasse gestuit.
- Van lokaal naar regionaal [jaren '70/'80]

Begin jaren zeventig maakten steeds meer regionale eerste elftal spelers hun opwachting bij de roodwitten uit Vierlingsbeek. Waar men in 1963 nog met louter eigen spelers voor het eerst in de geschiedenis tweedeklasser werd, hadden 18 jaar later ook regionale spelers hun aandeel toen Volharding op 23 mei 1981 voor het oog van 3.500 supporters de eerste klasse bereikte na een heroïsch duel met Venlosche Boys op sportpark de Wieën in Venray. Na de promotie in 1981 volgde twee jaar later de onvermijdelijke degradatie. Toch knokte Volharding zich weer terug door in 1986 ongeslagen kampioen te worden in de tweede klasse en te promoveren naar de eerste klasse.
- Op en neer [jaren '90]

Volharding bleef een eersteklasser totdat de club in het seizoen 1989-1990 door een overwinning in de laatste wedstrijd periodekampioen werd. Toen het daarna ook nog eens met 2-1 de beslissingswedstrijd tegen RKONS (nu VV Schaesberg) won, promoveerde de club voor het eerst in haar geschiedenis naar de op dat moment hoogste klasse in het amateurvoetbal: De Hoofdklasse. Hieruit degradeerde de club een jaar later weer direct naar de eerste klasse om een jaar later zelfs terug te zakken naar de tweede klasse. Echter duurde dit niet lang want na het kampioenschap in 1993 met de bijbehorende promotie, werden de roodwitten in 1996 nogmaals kampioen en speelde de club vanaf 1997 opnieuw in de Hoofdklasse. Toch ging het aan einde van de jaren 90 wederom mis. In 1998, een jaar na de promotie, zakte de club naar de eerste klasse, en weer een jaar later volgt degradatie naar de tweede klasse. Wat betekende dat Volharding in tien jaar tijd liefst zeven keer van klasse wisselde.
- Stabiel [in de 21e eeuw]

En even leek Volharding die trent van de jaren '90 door te zetten. Want de Vierlingsbekenaren begonnen het nieuwe millennium meteen goed door in 2000 kampioen te worden, te promoveren, en zo dus voor de achtste keer in elf jaar tijd van klasse te wisselen. Maar niets was minder waar. Er volgde aanmerkelijk rustigere tijden. Na twee jaar in de eerste klasse zakte Volharding weer terug naar de tweede klasse. En daar verbleef de club voor VEERTIEN opeenvolgende seizoenen totdat de club zich in 2016 tot kampioen van de tweede klasse H kroonde door directe concurrent RKSV Prinses Irene, in Nistelrode, in een rechtstreeks duel op de laatste speeldag met 4-0 te verslaan.
Na twee lastige jaren waarin het Nederlandse amateurvoetbal nagenoeg stil kwam te liggen door de Coronapandemie, sloeg Volharding in 2021-2022 hard toe. In het seizoen waarin voor het eerst de derby tegen Olympia'18 uit Boxmeer gespeeld werd (2-5 winst en 4-1 winst), was Volharding haast ongenaakbaar en werden de roodwitten op 3 speelrondes voor het einde kampioen van de 2e klasse F.

## Heden (2024/25)
Waar Volharding in 1929 nog een klein onbeduidend clubje met 29 leden en slechts één elftal was, is men inmiddels uitgegroeid tot een vereniging van ongeveer 600 leden, met senioren, vrouwen, veteranen, junioren en pupillen teams. Het standaardelftal komt uit in de Eerste klasse E (zondag) van het district Zuid II (2024/25).

## Accommodatie
In 1963 verhuisde RKVV Volharding  naar het huidige sportpark Soetendaal (toen nog met twee velden). Tegenwoordig omvat het sportpark vijf speelvelden (waaronder 1 kunstgrasveld), een trainingshoek en een voetgolfbaan. Drie van de velden zijn van verlichting voorzien. In 1996 werden de toen aanwezige gebouwen en tribune gesloopt en vervangen door een nieuw gebouw met een stadionachtige uitstraling.

## Volharding International Football Tournament
Het Volharding International Football Tournament is een internationaal jeugdvoetbal toernooi dat gehouden wordt op de velden van voetbalvereniging Volharding in Vierlingsbeek. 60 deelnemende teams uit België, Duitsland, Engeland en Nederland strijden binnen de leeftijdscategorieën O11, O12, O13, O14 en O15 om de felbegeerde winst van het toernooi.
Het toernooi is verdeeld over twee dagen, met de poulefase op zaterdag en de knock out fase op zondag. Voor de teams is er de mogelijkheid om te overnachten op de speciaal ingerichte camping op het sportpark. Naast het prestatieve element op het veld is plezier in en om het veld ook erg belangrijk. Op zaterdagavond worden er diverse activiteiten georganiseerd.
- 1e editie: 2023 [zaterdag 03 t/m zondag 04 juni]
- 2e editie: 2024 [zaterdag 01 juni t/m zondag 02 juni]
- 3e editie: 2025 [zaterdag 31 mei t/m zondag 01 juni]

## Erelijst
Districtsbeker Zuid II
Winnaar in 1994
Kampioenschappen (10x)
- Eerste klasse (1x) in 1996
- Tweede klasse (5x) in 1986, 1993, 2000, 2016, 2022
- Derde klasse (2x) in 1923, 1963
- Vierde klasse (2x) in 1959, 1962

Promotie (11x)
- 1923 (1e) als kampioen naar de tweede klasse
- 1962 (1e) als kampioen naar de derde klasse
- 1963 (1e) als kampioen naar de tweede klasse
- 1981 (2e) naar de eerste klasse
- 1986 (1e) als kampioen naar de eerste klasse
- 1990 (7e) als periodekampioen via de nacompetitie naar de hoofdklasse
- 1993 (1e) als kampioen naar de eerste klasse
- 1996 (1e) als kampioen naar de hoofdklasse
- 2000 (1e) als kampioen naar de eerste klasse
- 2016 (1e) als kampioen naar de eerste klasse[2][3][4]
- 2022 (1e) als kampioen naar de eerste klasse[5][6][7]

(1959 werd Volharding kampioen maar volgde er geen promotie)

## Competitieresultaten 1922–heden
| 3 3? |

| 1 3D |

| 9 2C |

| 3 3D |

| 4 3E |

|  |

|  |

|  |

|  |

|  |

|  |

|  |

|  |

|  |

|  |

|  |

|  |

|  |

|  |

| 8 3F |

| 3 4H |

| 5 4G |

| 11 4G |

|  |

| 3 4G |

| 4 4E |

| 4 4F |

| 9 4F |

| 4 4G |

| 2 4G |

| 8 4G |

| 5 4H |

| 3 4H |

| 10 4H |

| 10 4A |

| 3 4G |

| 3 4G |

| 1 4G |

| 2 4H |

| 3 4G |

| 1 4G |

| 1 3D |

| 3 2B |

| 2 2B |

| 9 2B |

| 3 2B |

| 2 2B |

| 9 2B |

| 5 2B |

| 6 2B |

| 7 2B |

| 5 2B |

| 6 2B |

| 9 2B |

| 2 2B |

| 2 2B |

| 3 2B |

| 2 2B |

| 3 2B |

| 2 2B |

| 9 1F |

| 12 1F |

| 4 2B |

| 4 2B |

| 1 2B |

| 12 1F |

| 7 1F |

| 9 1F |

| 7 1F |

| 13 C |

| 10 1F |

| 1 2B |

| 6 1E |

| 6 1F |

| 1 1F |

| 14 B |

| 12 1C |

| 2 2H |

| 1 2H |

| 5 1D |

| 10 1D |

| 3 2H |

| 9 2H |

| 8 2H |

| 7 2H |

| 5 2H |

| 8 2H |

| 2 2H |

| 9 2H |

| 9 2H |

| 4 2H |

| 7 2H |

| 9 2H |

| 8 2H |

| 1 2H |

| 13 1D |

| 7 2H |

| 5 2H |

| -- 2H |

| -- 2H |

| 1 2F |

| 2 1C |

| 6 1F |

| 4 1E |

| - 1 |

| Hoofdklasse | Eerste klasse | Tweede klasse | Derde klasse | Vierde klasse |

In elke staaf van de grafiek staat van boven naar beneden vermeld: 
- Eindnotering

Dit is de positie die de club heeft bereikt in de competitie, zonder eventuele beslissings-, play-off- of nacompetitiewedstrijden die nodig zijn geweest om bijvoorbeeld de kampioen van de competitie te bepalen.
Indien een * achter het getal staat is de notering een tussenstand en kan het zijn dat de notering niet overeenkomt met de uiteindelijke eindstand van de competitie.
Staat er een - dan is het seizoen nog bezig en is er geen definitieve uitslag bekend.
Staat er xx op de positie van de notering, dan heeft de club vroegtijdig de competitie verlaten. Dit kan onder andere komen door terugtrekking van het team, faillissement van de club of door een uitgedeelde straf van de KNVB. In veel gevallen staat elders in het artikel de reden vermeld.
Staat er een ? dan is het resultaat uit het verleden onbekend, en is alleen de competitie of het niveau bekend van dat seizoen.
In de seizoenen 2019/20 en 2020/21 werd wegens de coronacrisis het amateurvoetbal afgebroken. Daardoor kennen deze staven geen eindklassering (middels -- weergegeven).
- Competitieniveau en afdelingsletter of Officiële eindstand Eredivisie
  - Competitieniveau en afdelingsletter

Hierbij geeft het getal het niveau weer, dat ook terug te vinden is in de legenda. De letter is de afdelingsaanduiding en wordt gebruikt wanneer er meer afdelingen zijn op hetzelfde niveau. De afdelingsletter is altijd een hoofdletter en wordt meestal zonder nummer gebruikt.
Voorbeeld: 2F is niveau 2e klasse competitie F.
Het competitieniveau en nummer wordt niet vermeld wanneer er slechts één competitie van dit niveau was.
  - Officiële eindstand Eredivisie (getal staat tussen haakjes vermeld)

Sinds de introductie van play-offwedstrijden voor Europees voetbal na afloop van de reguliere competitie in 2005/06, is de KNVB verplicht een eindstand van de Eredivisie door te geven aan de UEFA aan de hand van deze play-offwedstrijden.
Bij deze eindstand staan clubs die zich hebben gekwalificeerd voor Europees voetbal hoger dan clubs die zich niet wisten te kwalificeren. Indien er geen verschil was tussen de eindnotering en de officiële eindstand, staat dit getal niet vermeld.

- Onderafdeling

Hier staat afgekort de naam van de onderafdeling indien de club in dat jaar in een onderafdeling uitkwam. Tevens staat deze afkorting in de legenda en wordt gelinkt naar het artikel over deze onderafdeling. Deze afkorting wordt alleen vermeld wanneer de club in het verleden in verschillende onderafdelingen heeft gespeeld. Deze vermelding is in de staaf altijd in kleine letters. Deze onderafdelingen zijn na het seizoen 1995/96 afgeschaft. Heeft de club in slechts één onderafdeling gespeeld, dan is dit alleen terug te vinden in de legenda.
Onder de staaf staat het jaartal vermeld waarin het seizoen is afgesloten. 15 verwijst naar het seizoen 2014/15 of eventueel het seizoen 1914/15.
Wanneer een staaf leeg is, zijn deze gegevens niet bekend. Het kan ook zijn dat de club dat seizoen niet heeft meegespeeld op het hogere amateurniveau, vroegtijdig de competitie heeft verlaten of uit de competitie is gezet.

In het seizoen 1944/45 was er wegens de Tweede Wereldoorlog geen regulier competitievoetbal.

## Bekende (oud-)spelers
- Pol van Boekel